# Biserica de lemn din Abucea

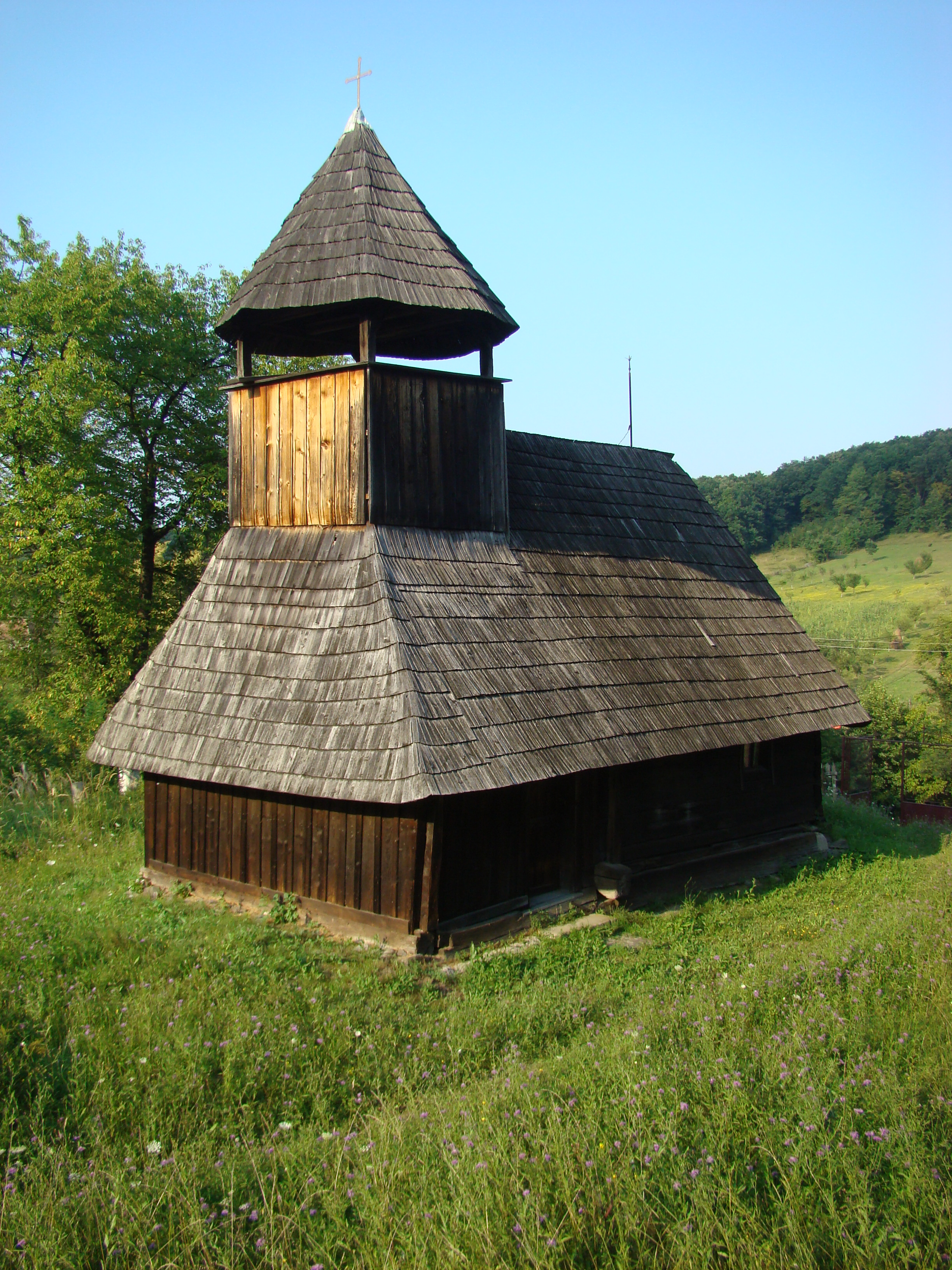
Biserica de lemn „Cuvioasa Paraschiva” din Abucea, comuna Dobra, județul Hunedoara; foto: august 2009.

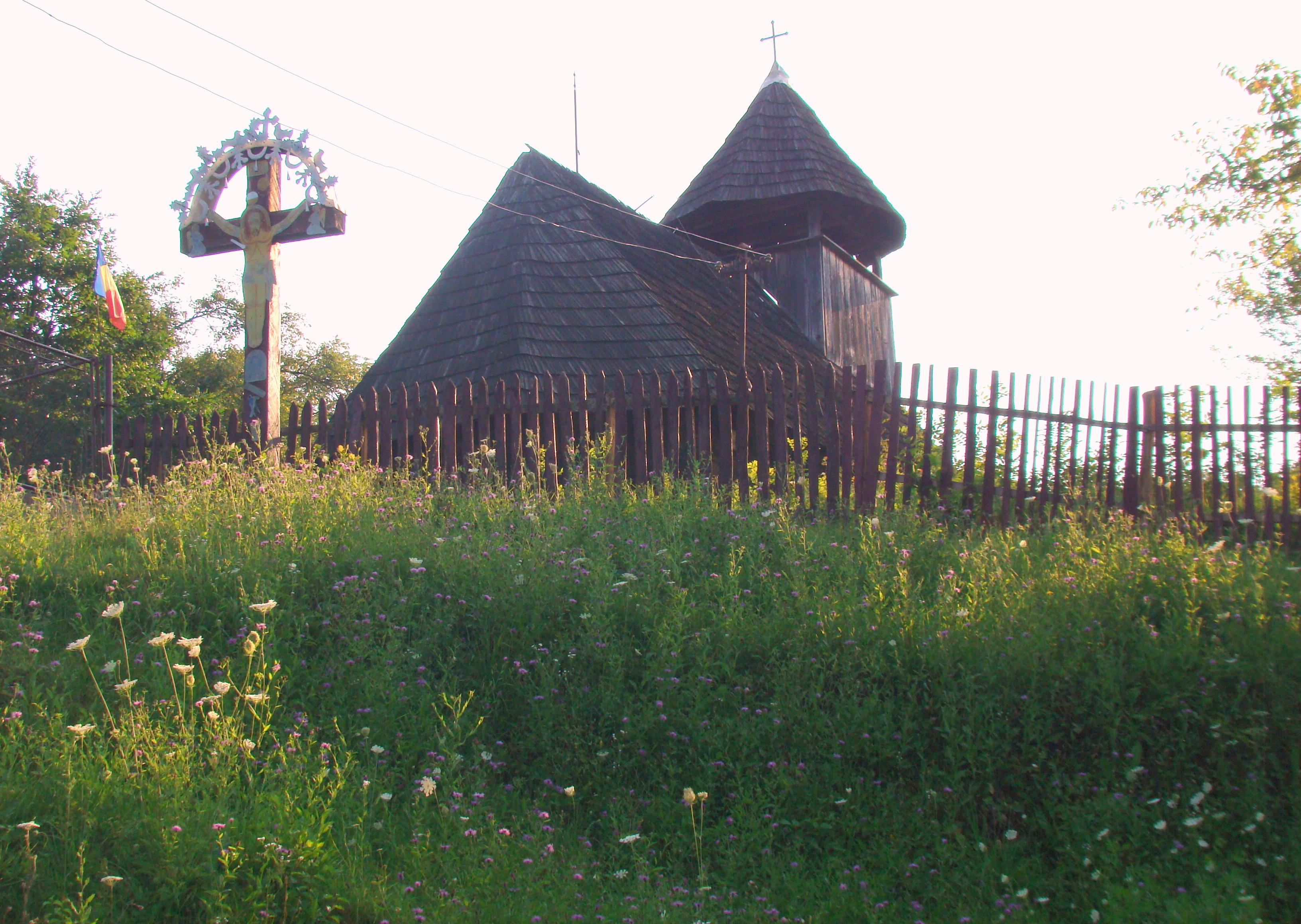
Biserica (nord-est)

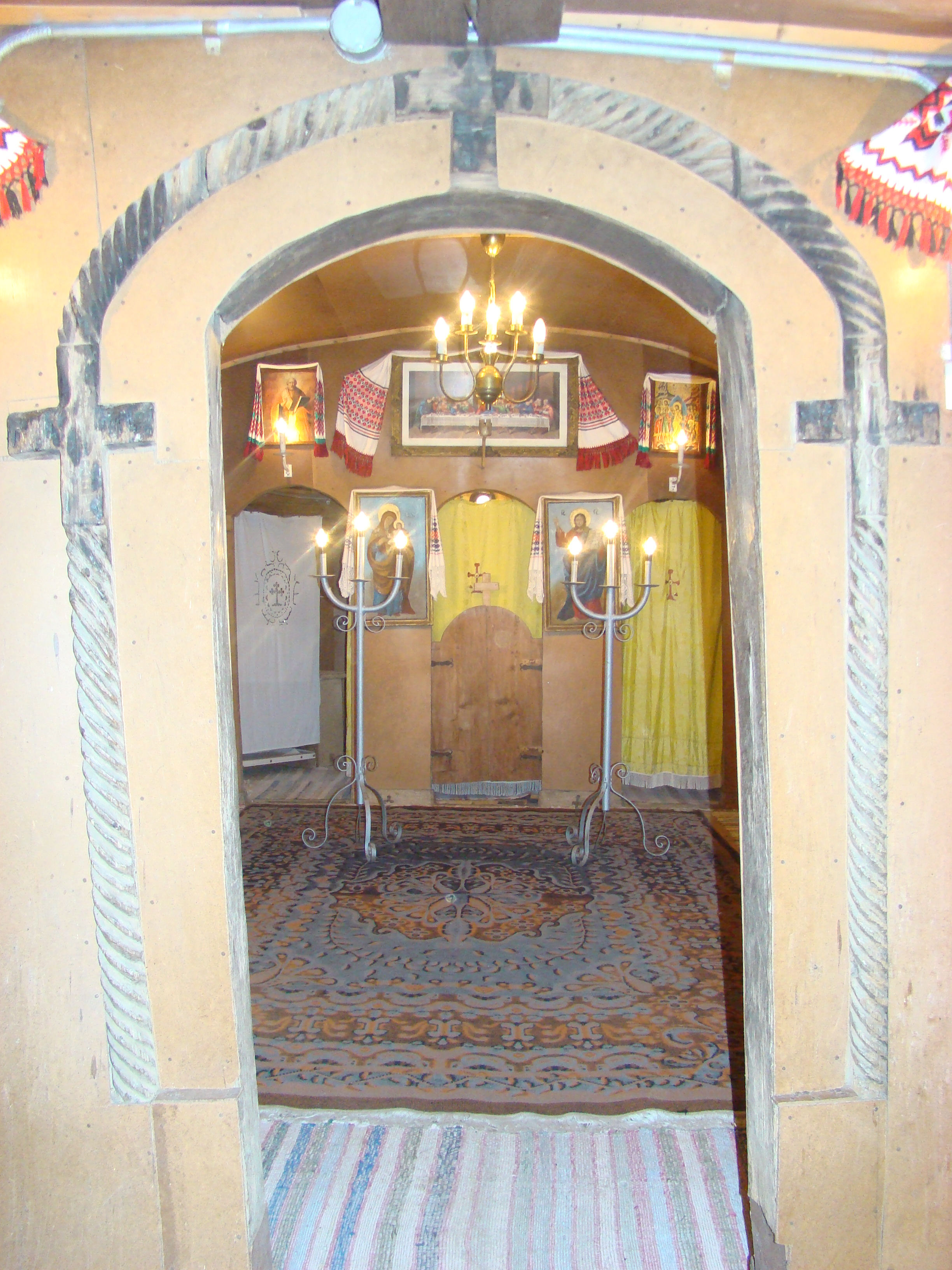
Portalul interior

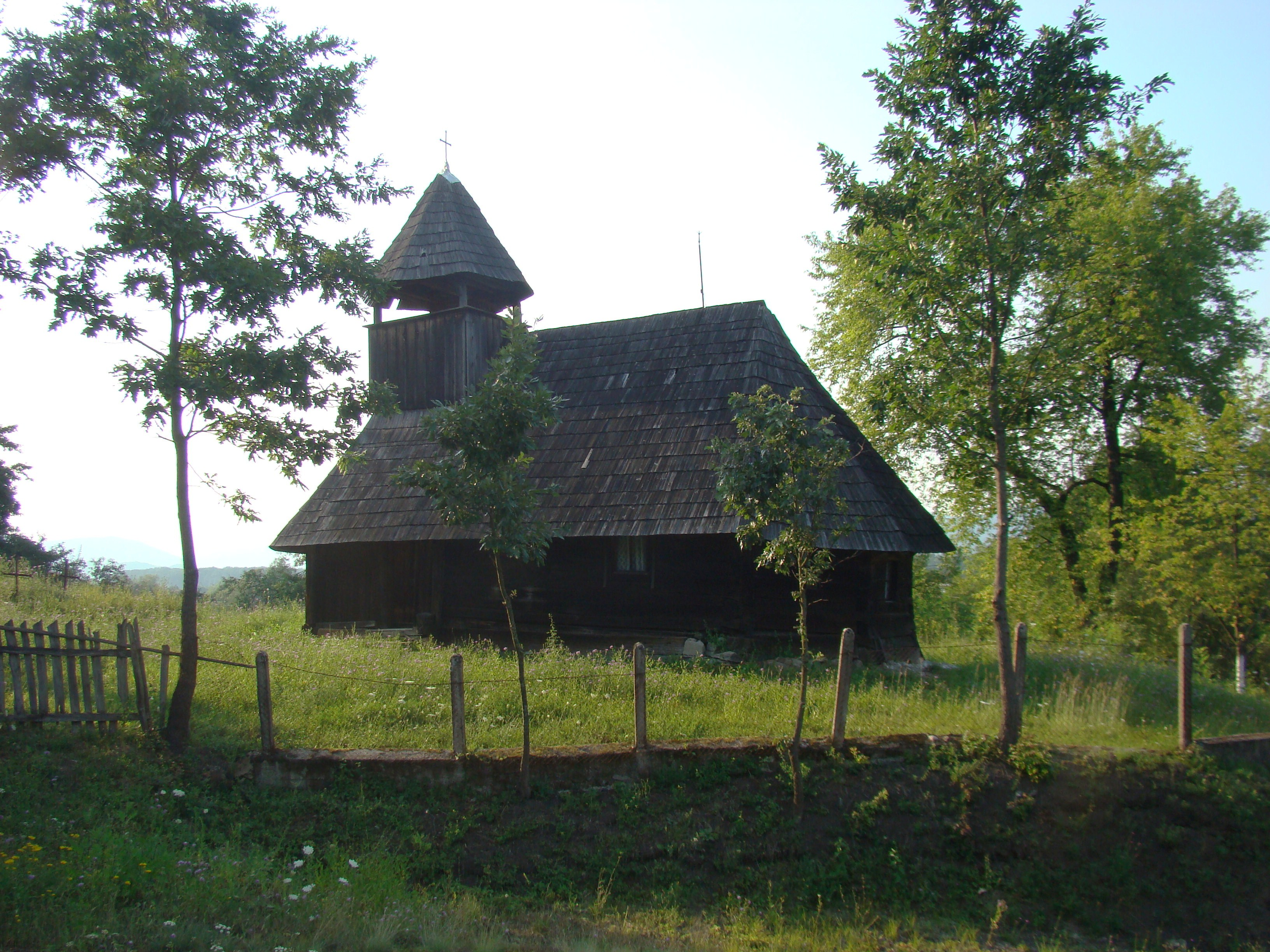
Biserica (sud-est)

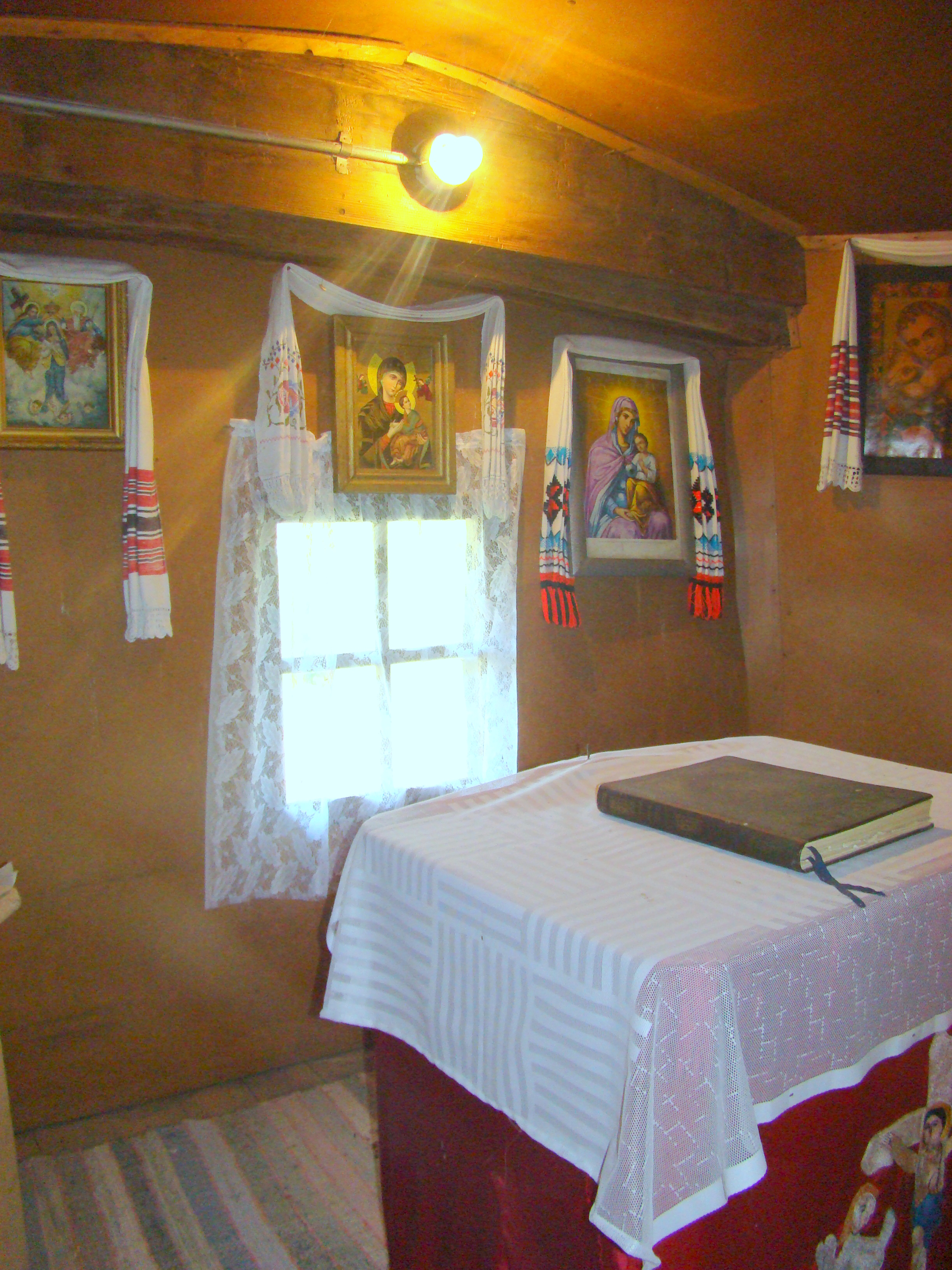
În altar

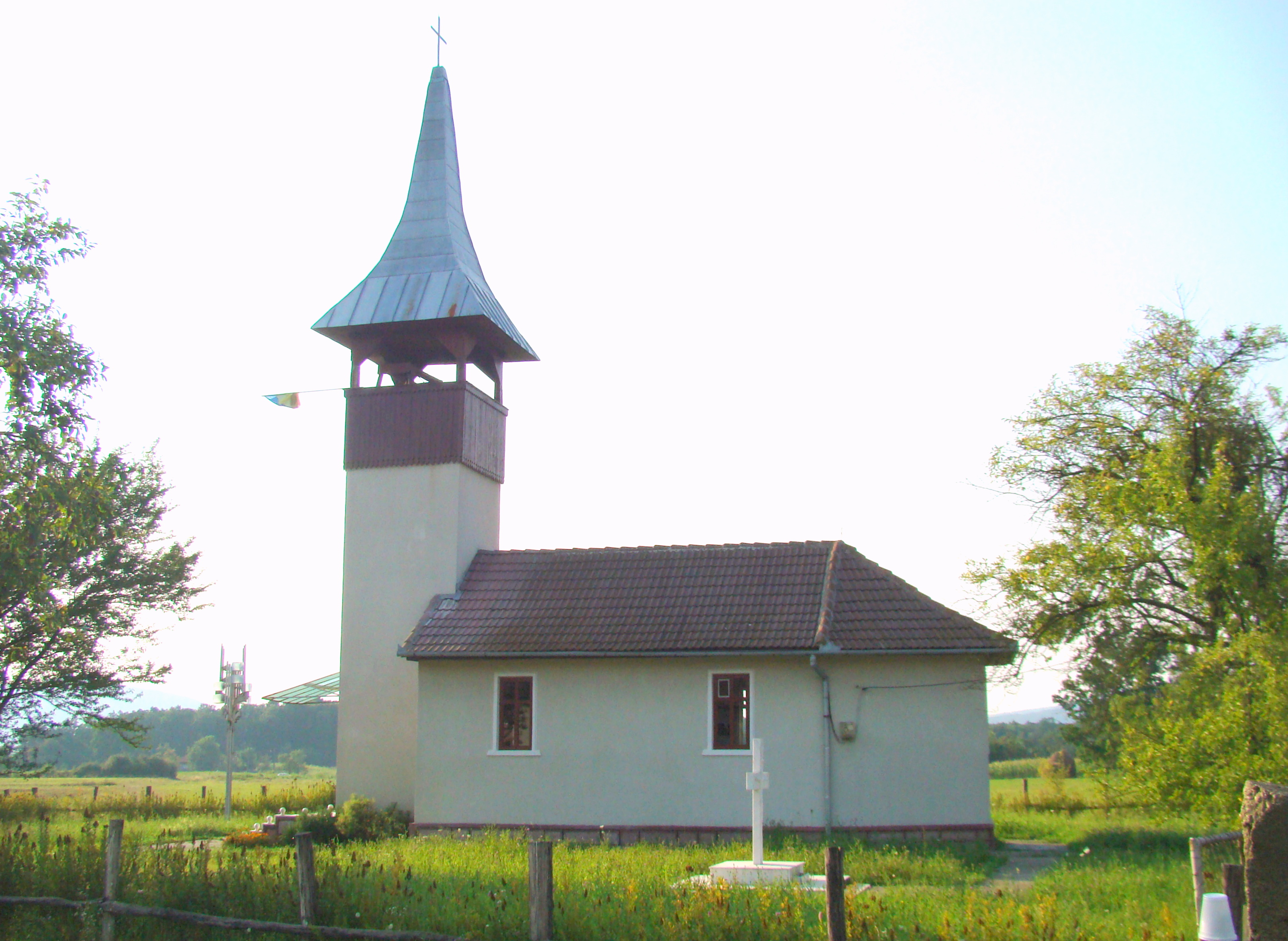
Biserica nouă de zid din Abucea

Biserica de lemn din Abucea, comuna Dobra, județul Hunedoara a fost construită în secolul XVIII. Are hramul „Sfânta Paraschiva”. Figurează pe lista monumentelor istorice, cod LMI HD-II-m-B-03235.

## Istoric și trăsături
Biserica din satul Abucea, ridicată în secolul al XVIII-lea, se remarcă prin iscusita îmbinare în „coadă de rândunică” a celor cinci grinzi masive de gorun care o compun. Lăcașul, cu hramul „Cuvioasa Paraschiva”, păstrează tipologia edificiilor dreptunghiulare de lemn, cu absida nedecroșată, poligonală, cu trei laturi. Turnul și-a făcut apariția abia în anul 1788, în cadrul unei ample renovări, prilejuită de strămutarea edificiului din satul Tisa; din pricina robusteței, în 1897, la doar un an de la o altă reparație capitală, acesta s-a prăbușit, fiind suplinit astăzi printr-o pseudo-clopotniță cu un foișor deschis simplu și un coif scund. Lucrările s-au finalizat, probabil, abia în 1804, an indicat de comisia de recenzare Dosa din 1805, ca timp al rectitoririi edificiului. În 1975 interiorul a fost căptușit cu placaj inestetic, mascându-se astfel eventualele fragmente murale păstrate.

## Imagini din exterior

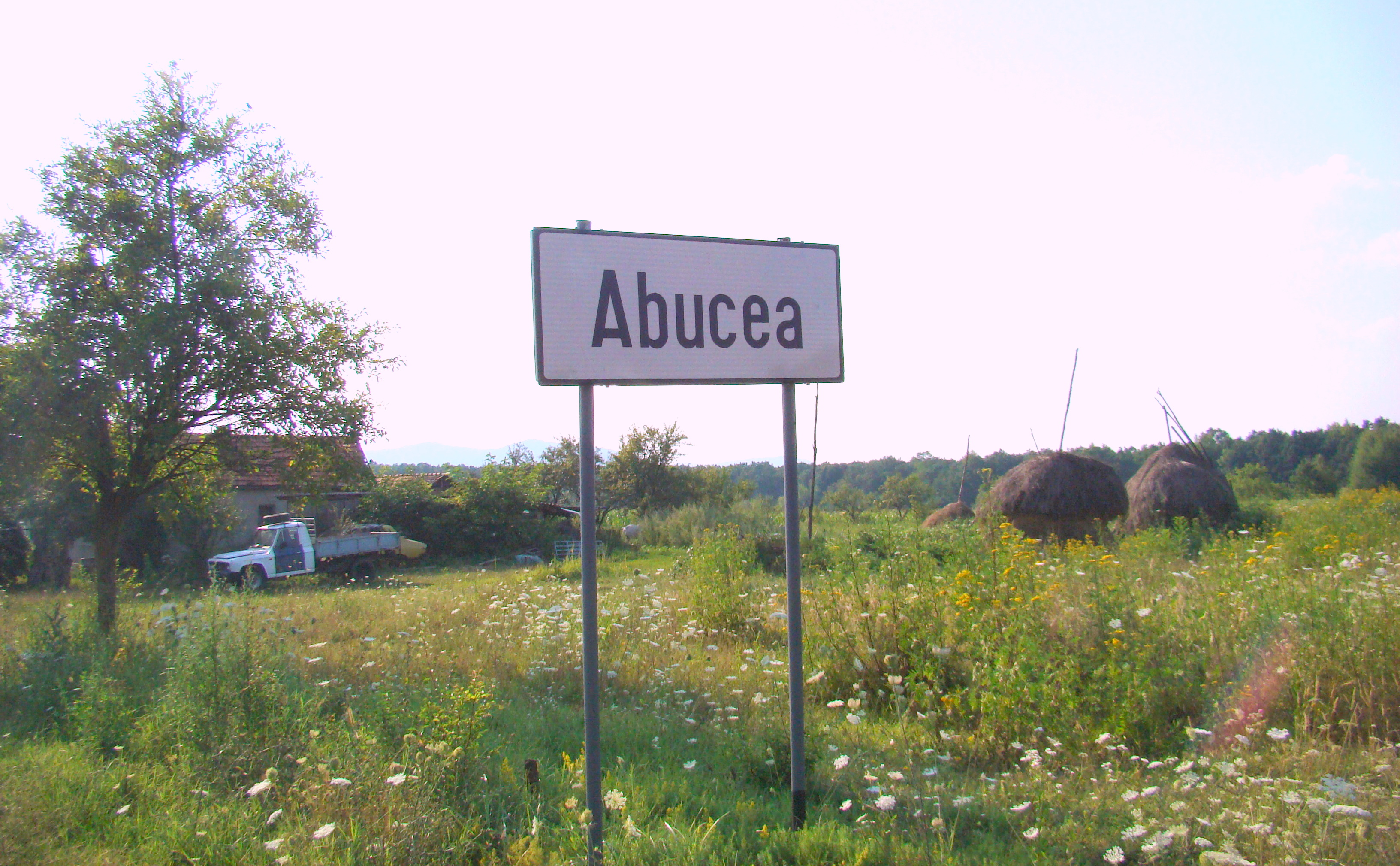
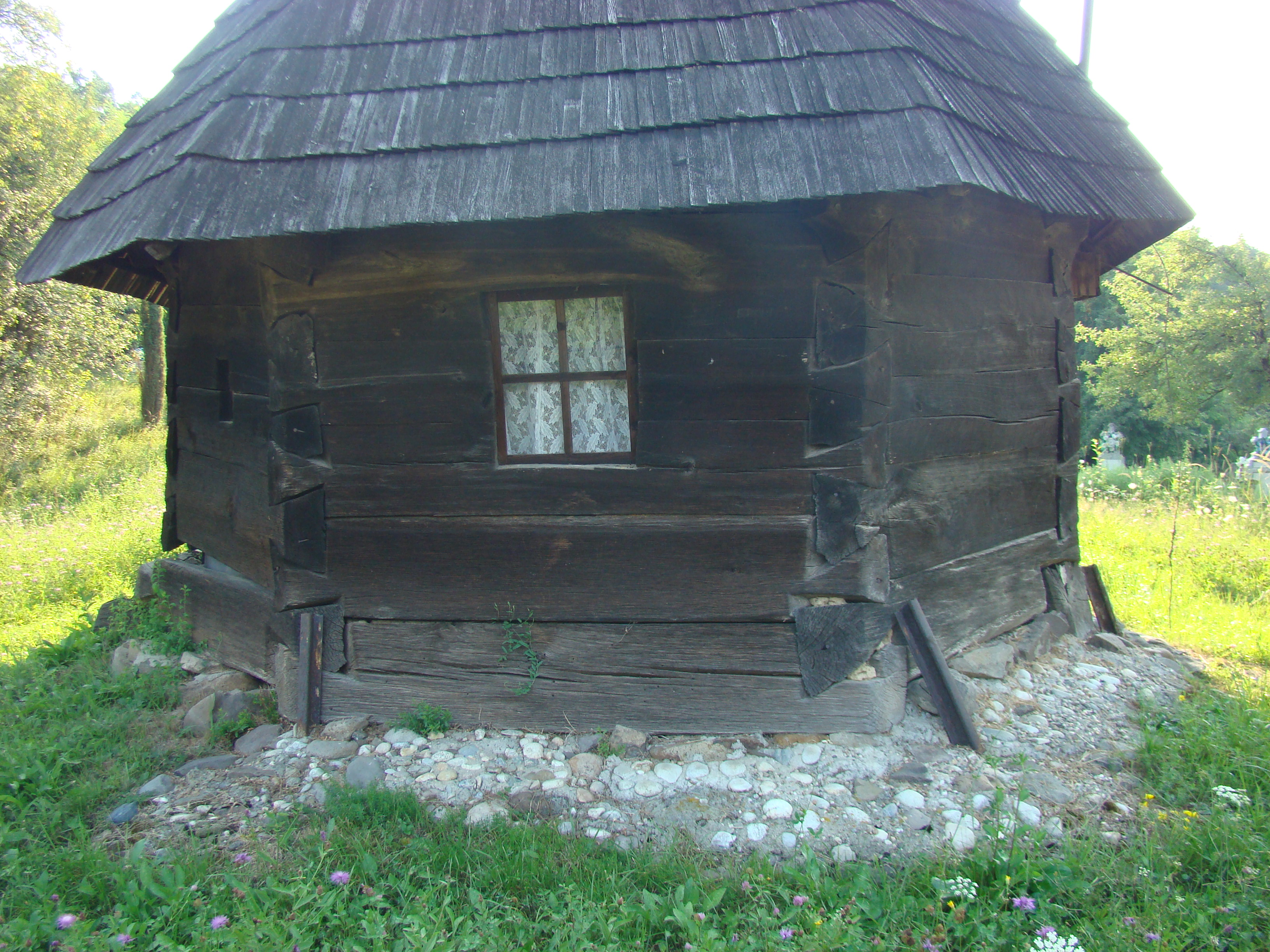
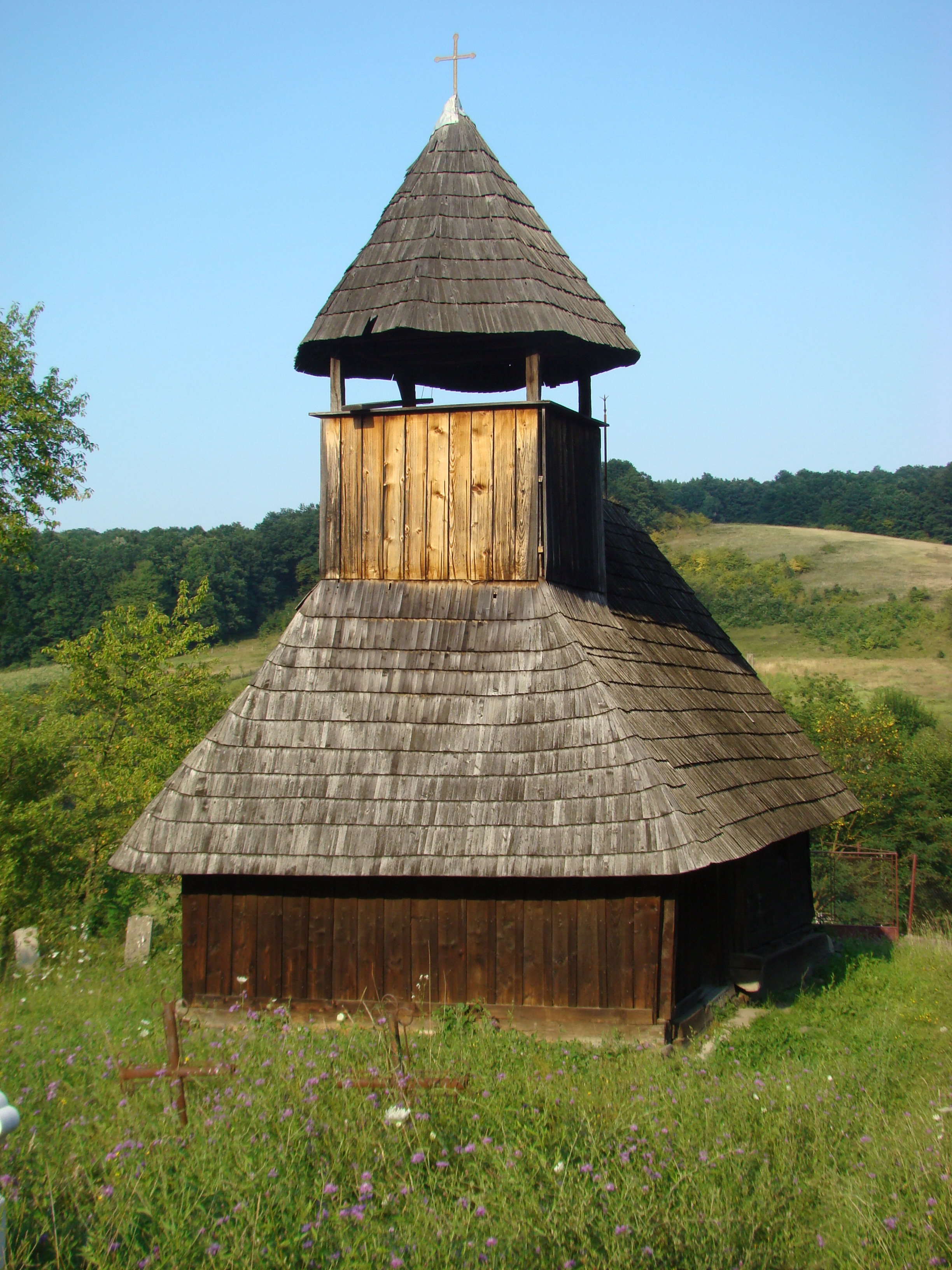
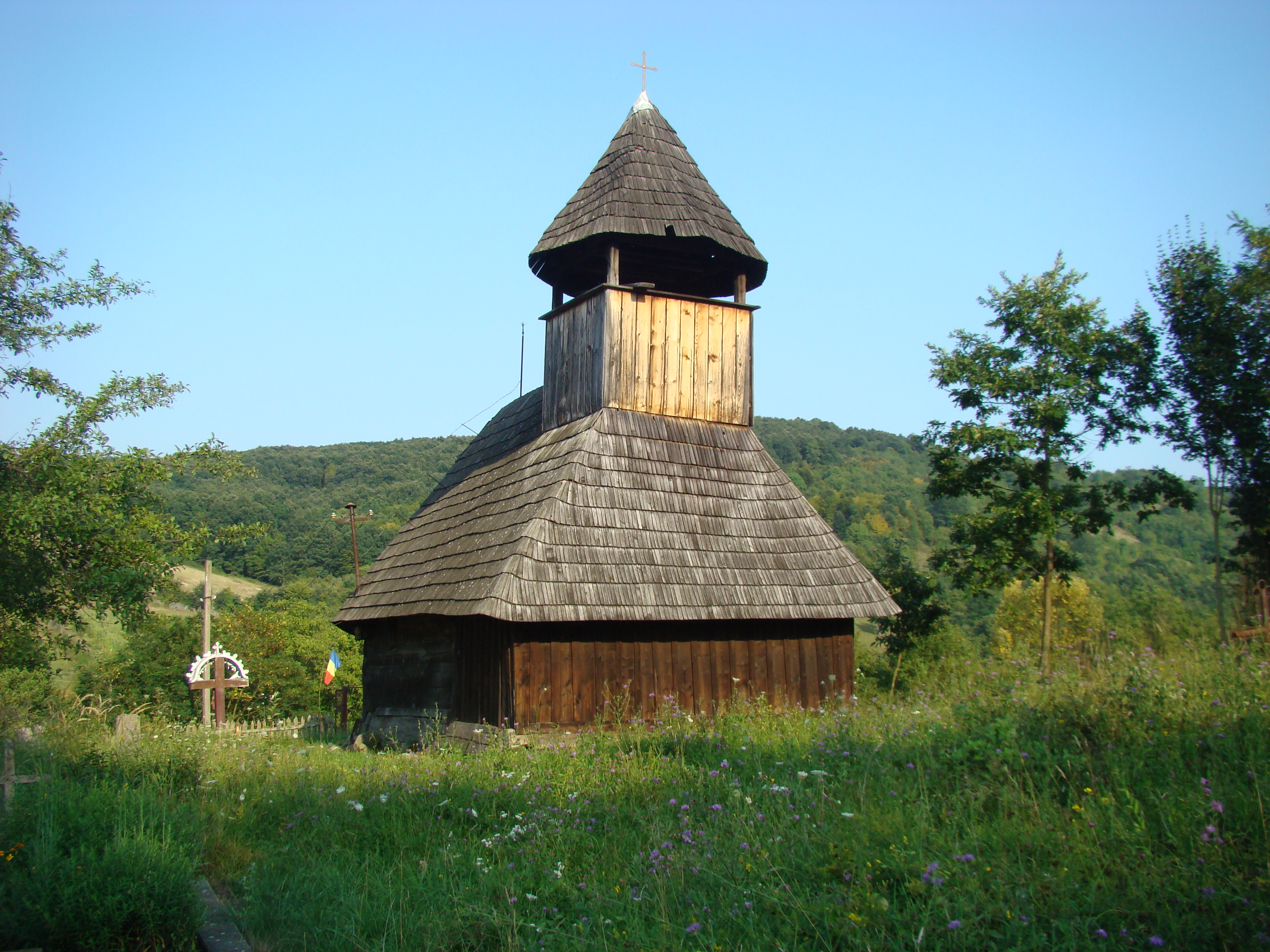
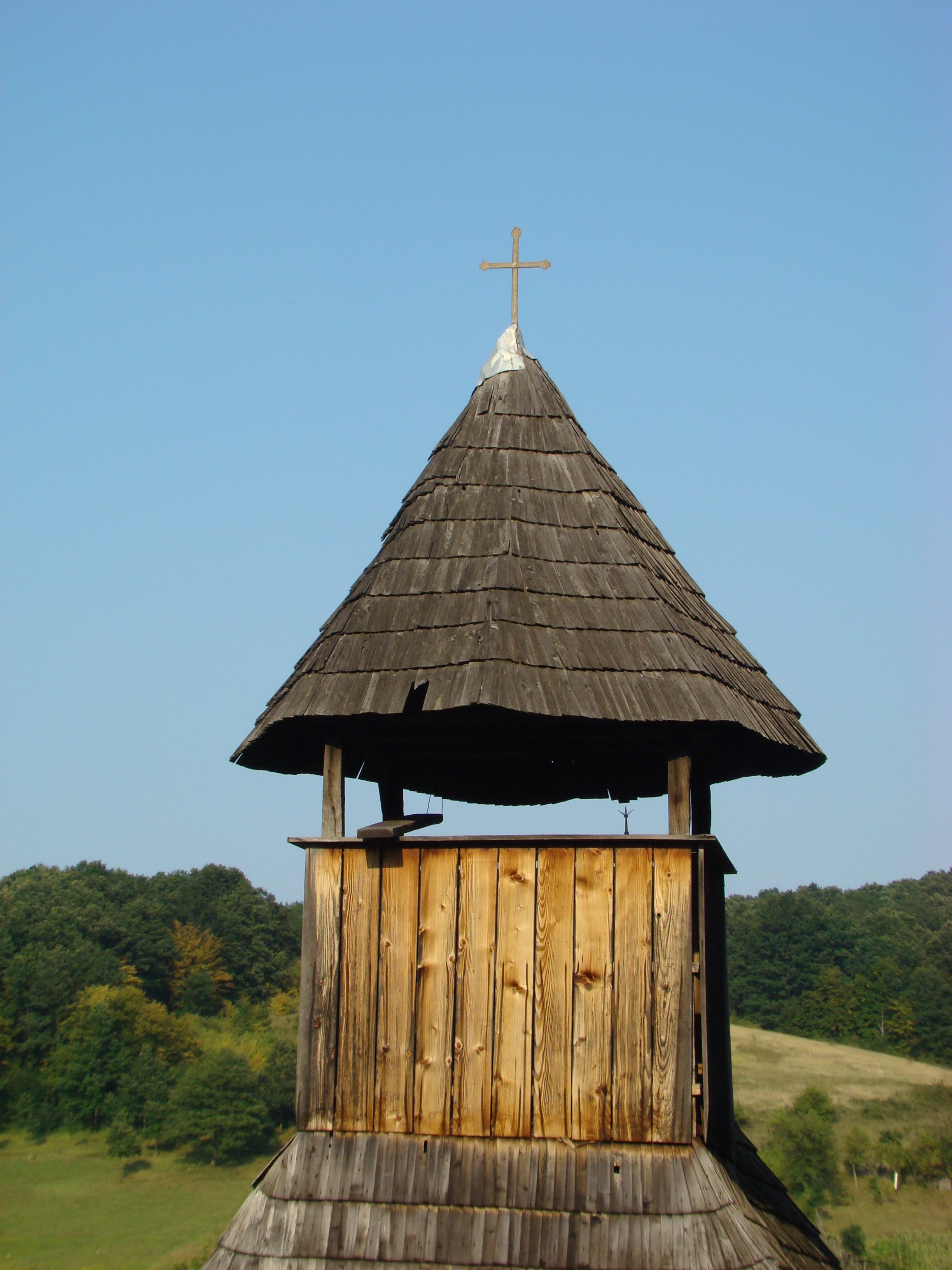
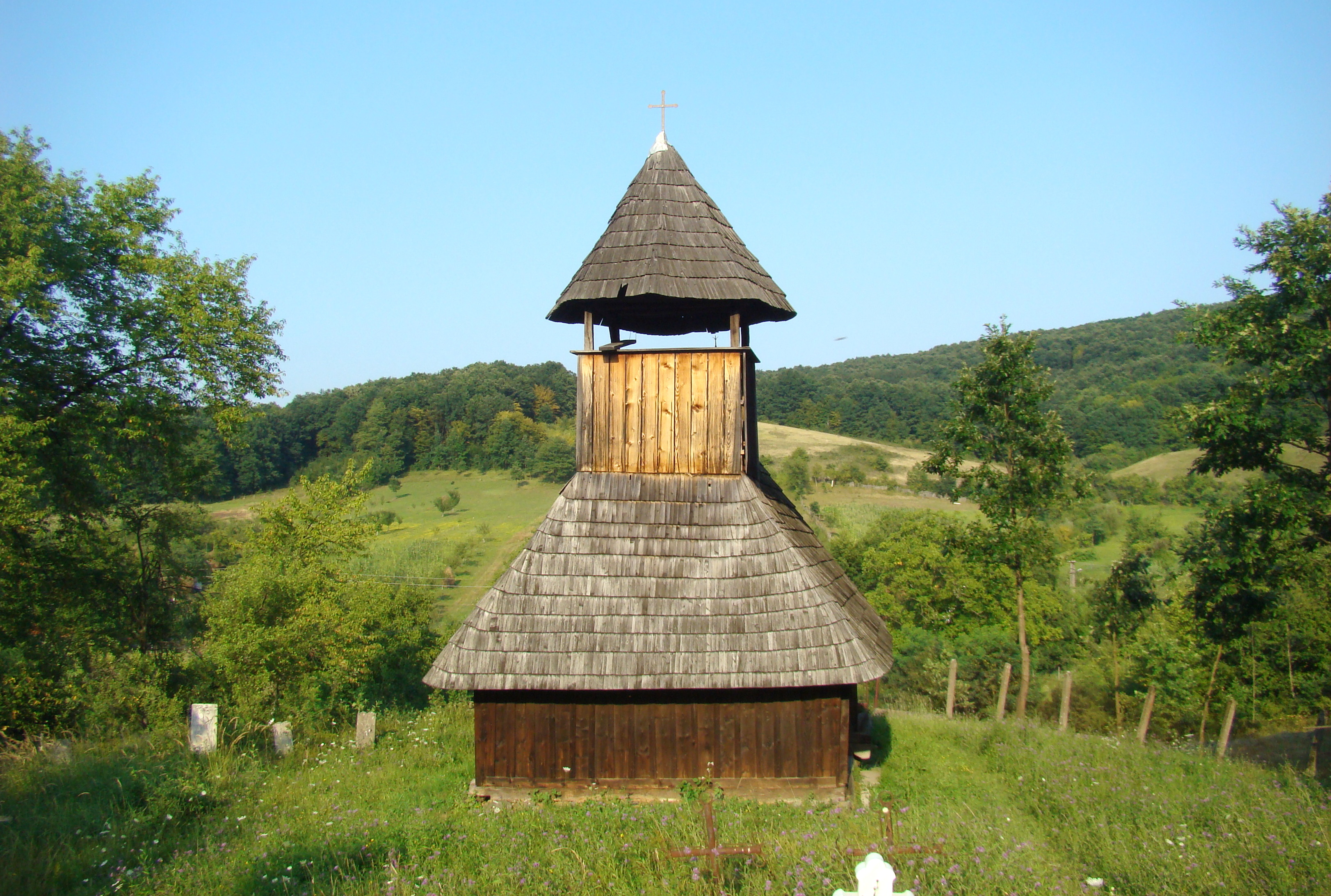
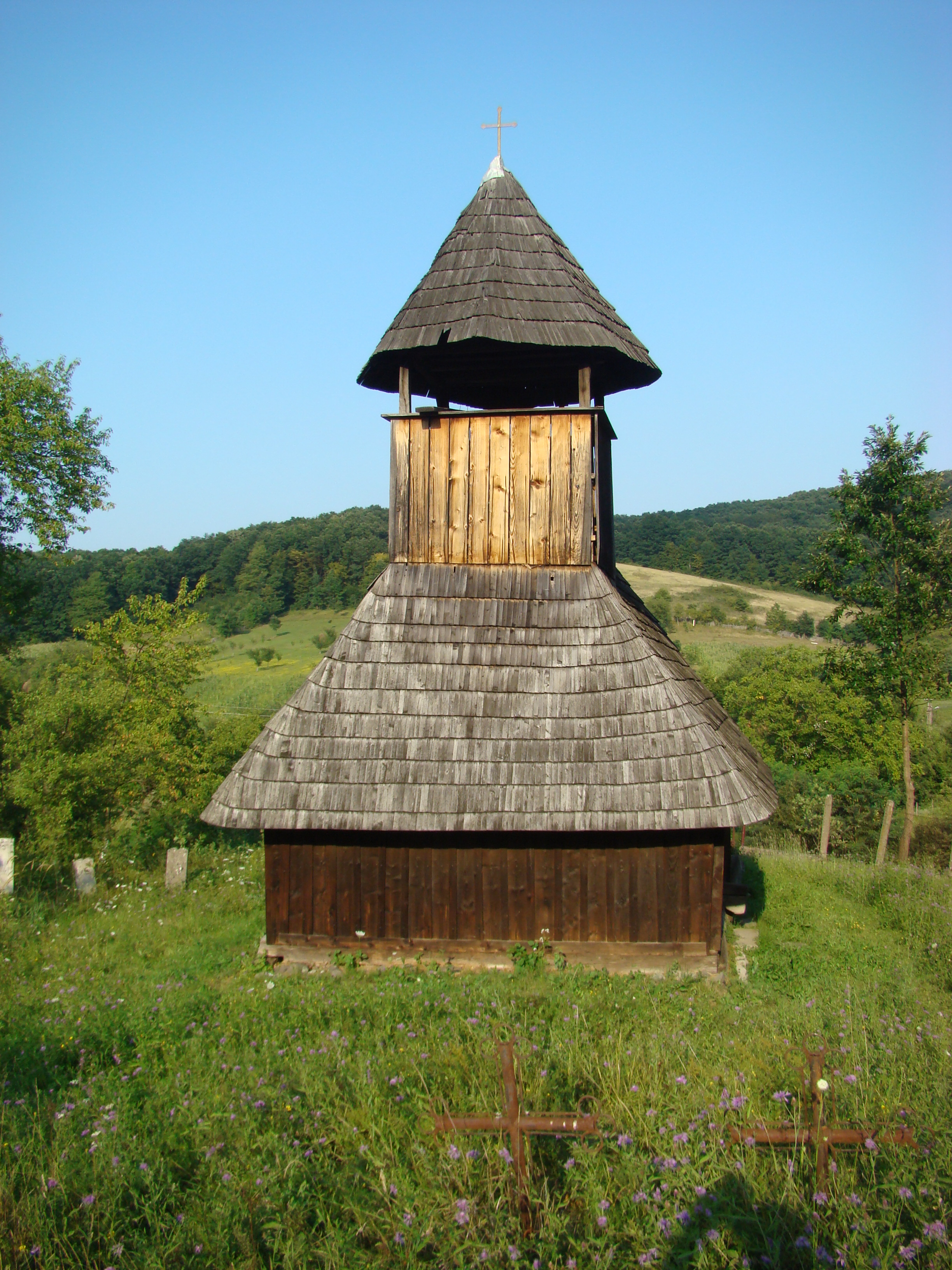
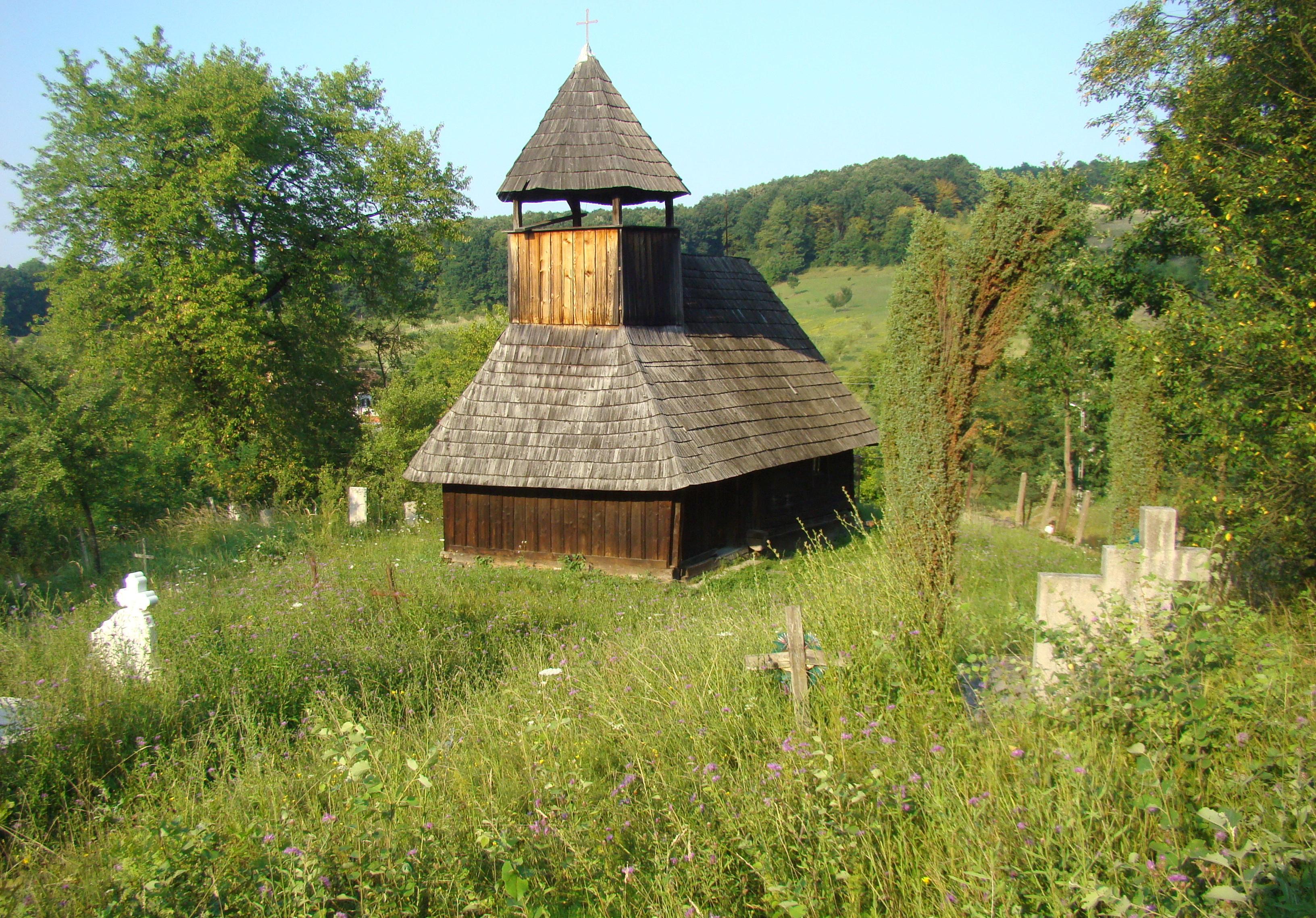
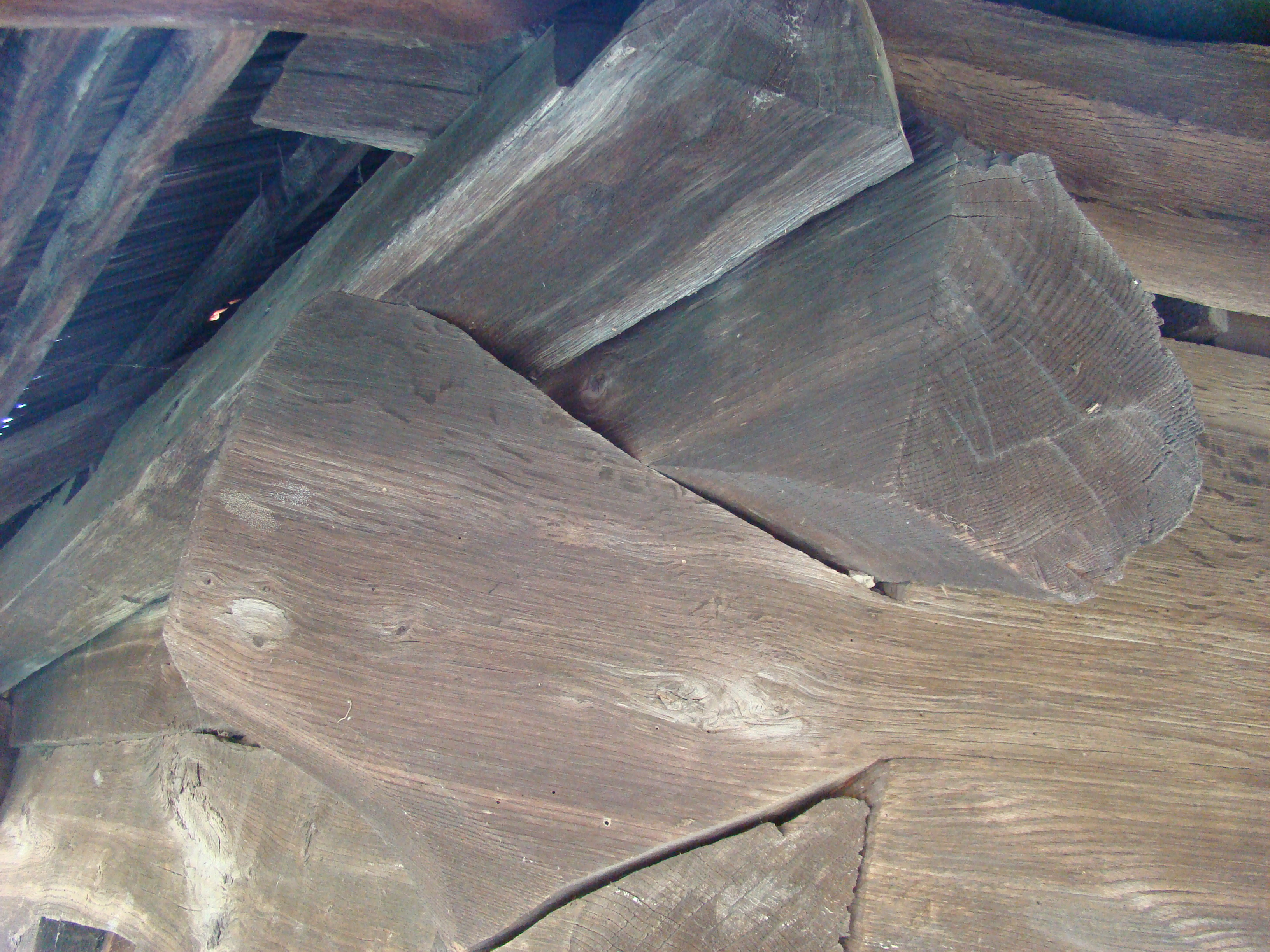

## Imagini din interior

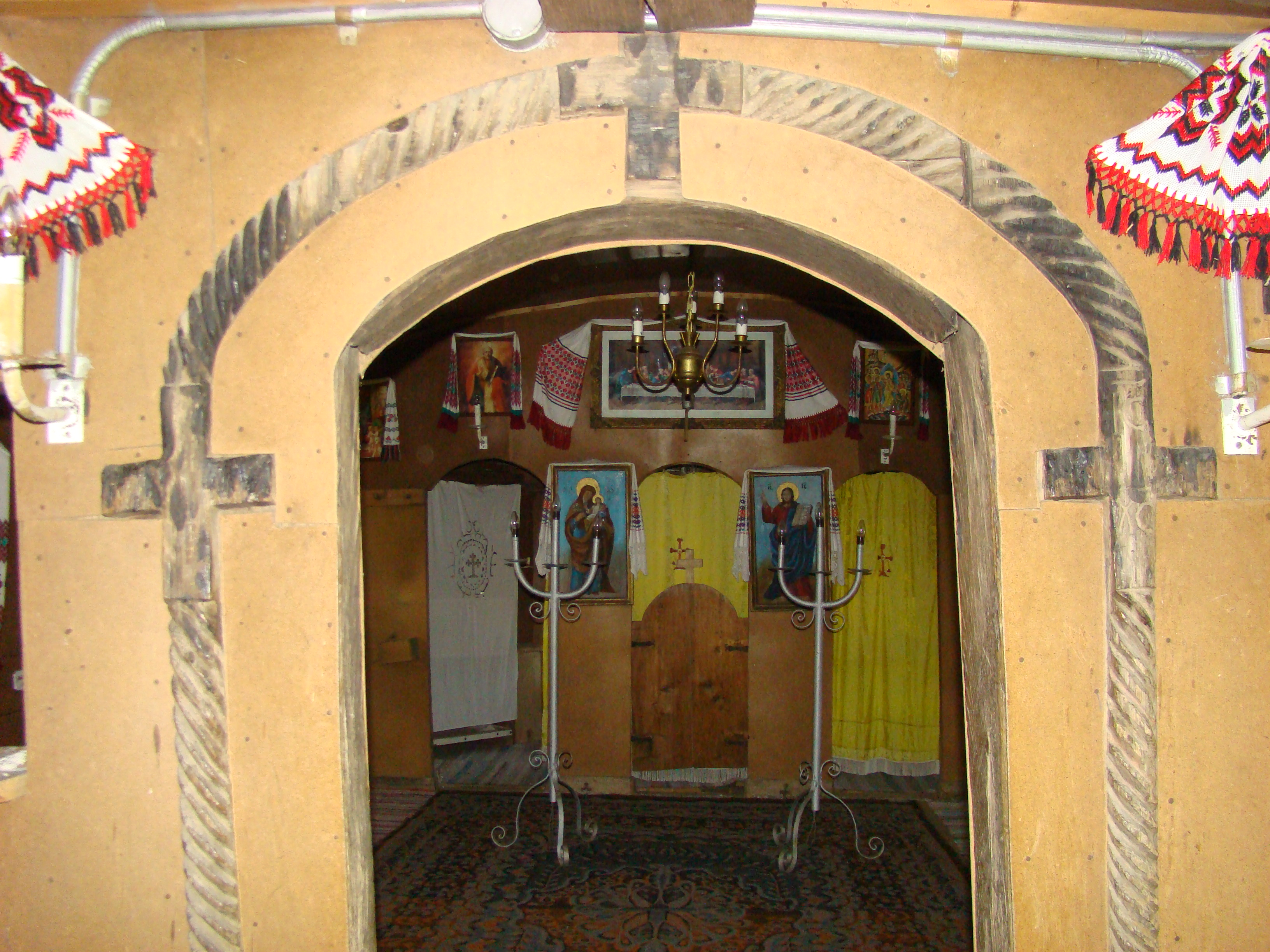
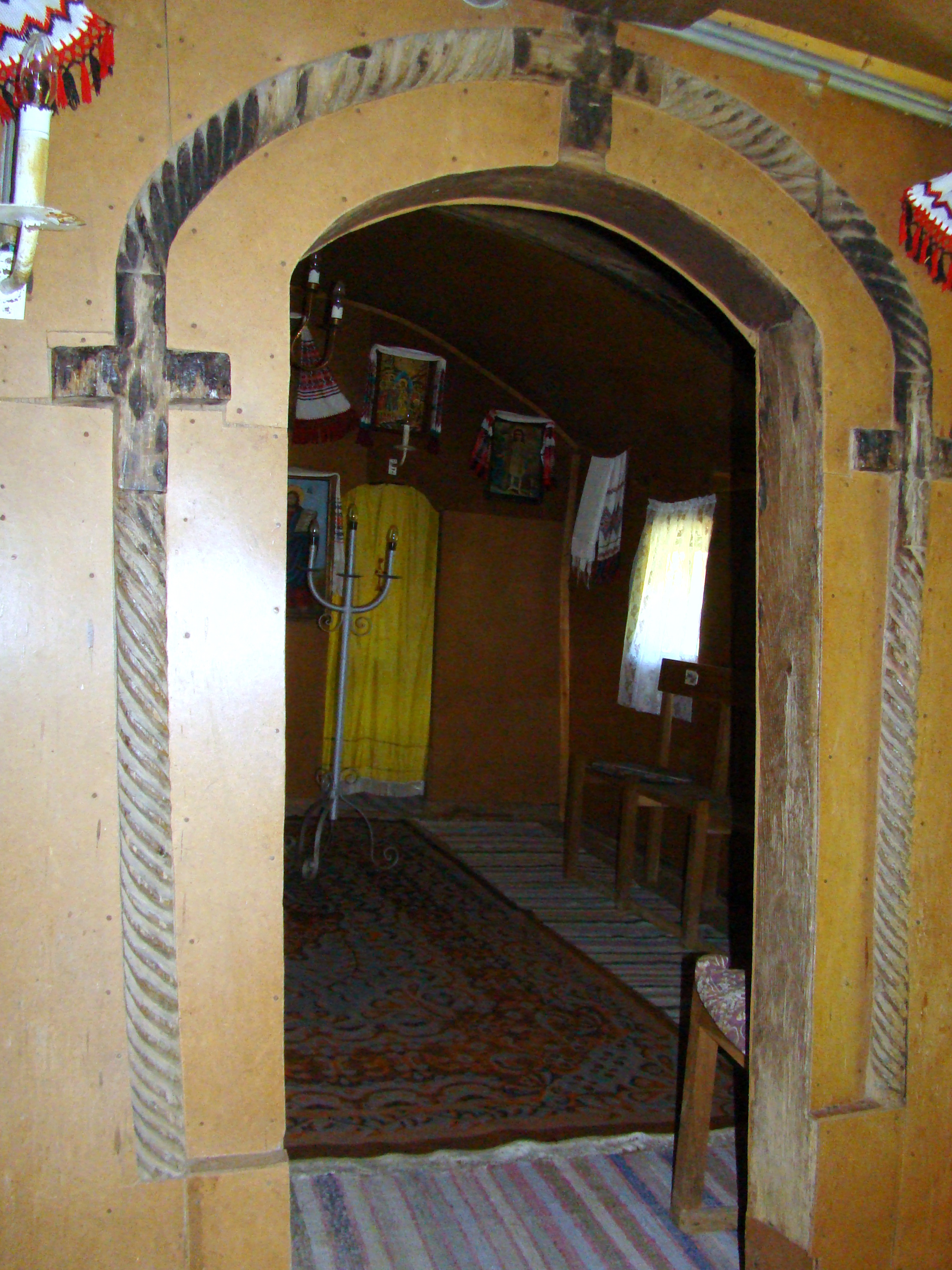
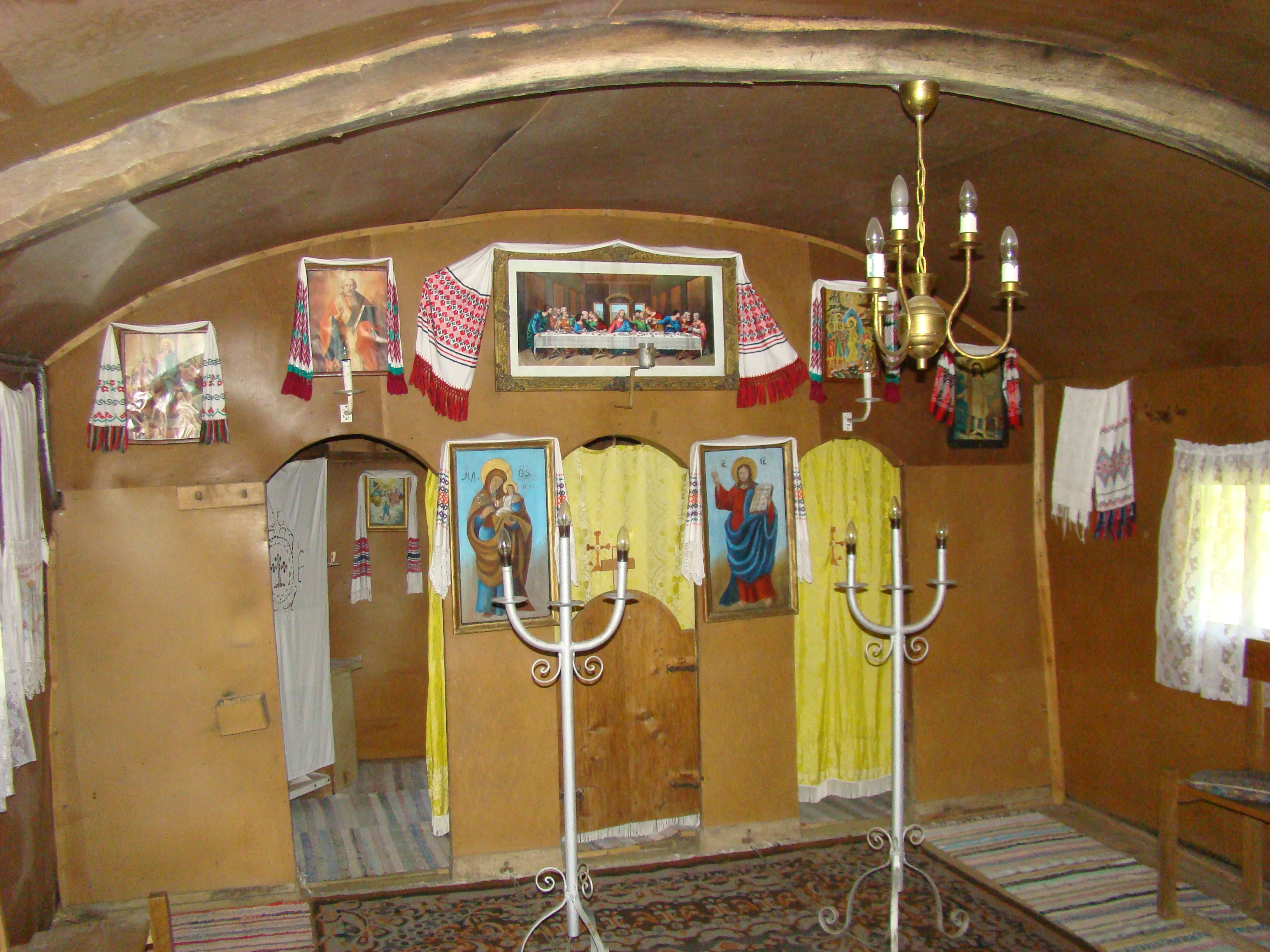
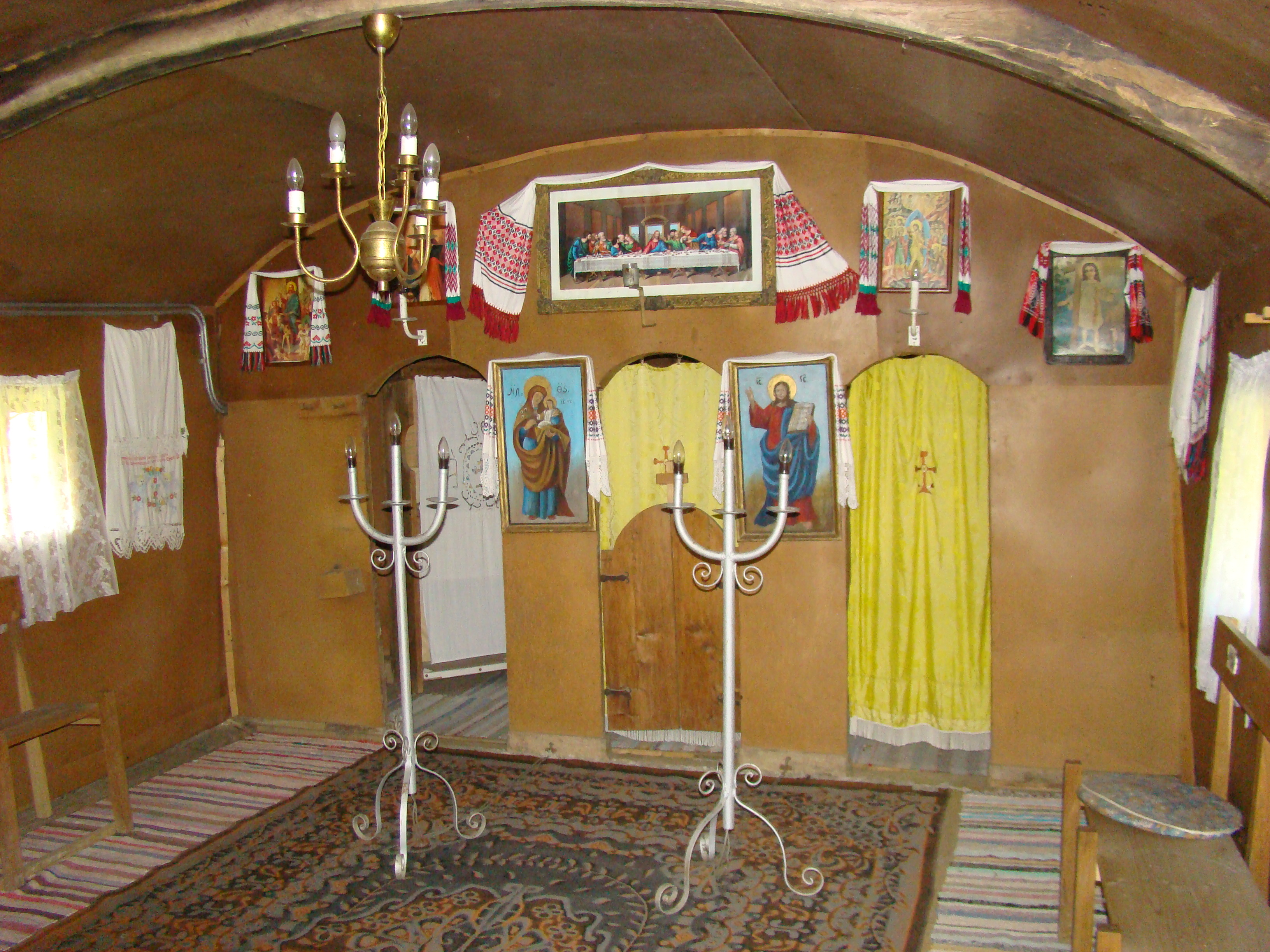
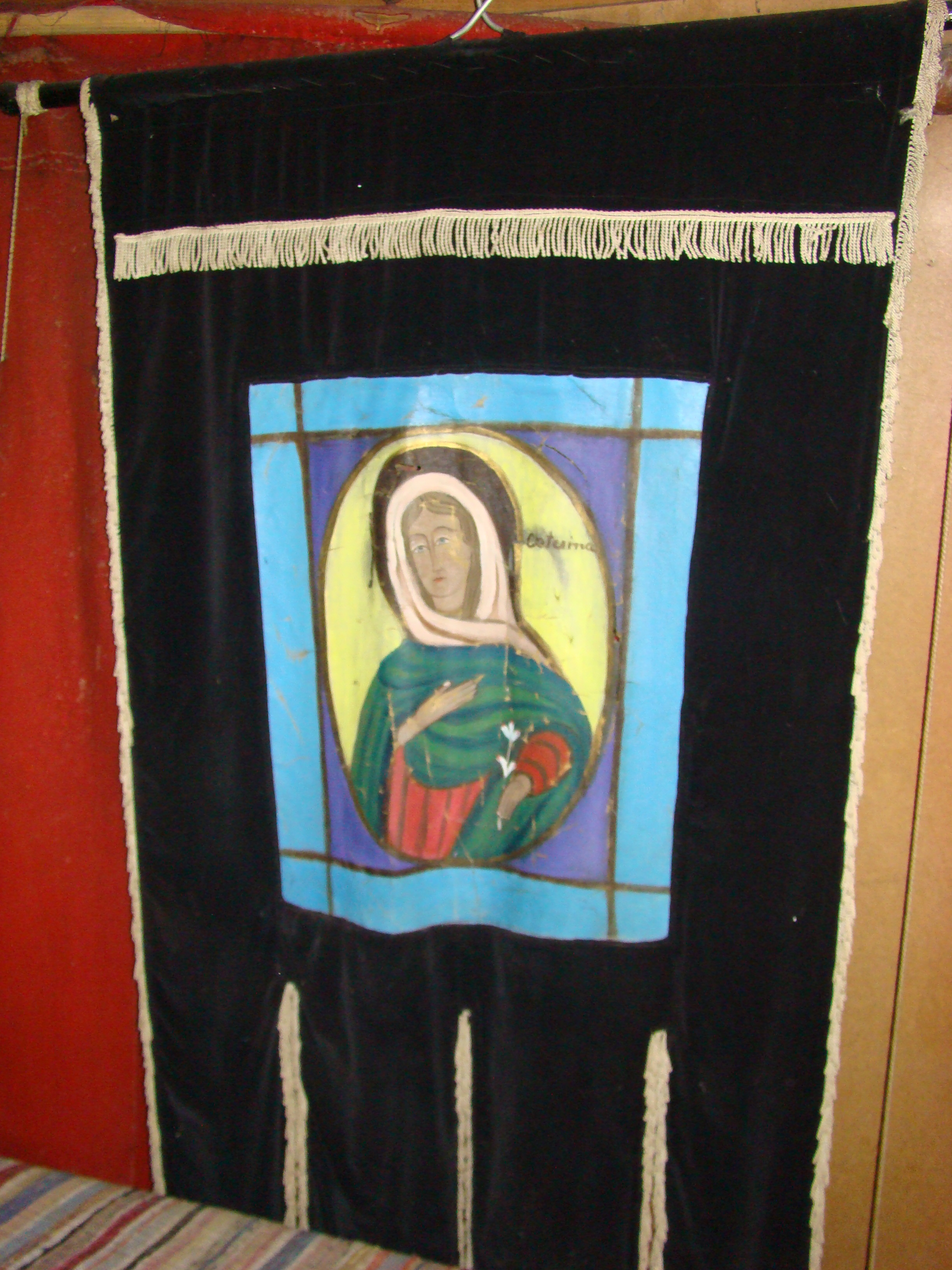
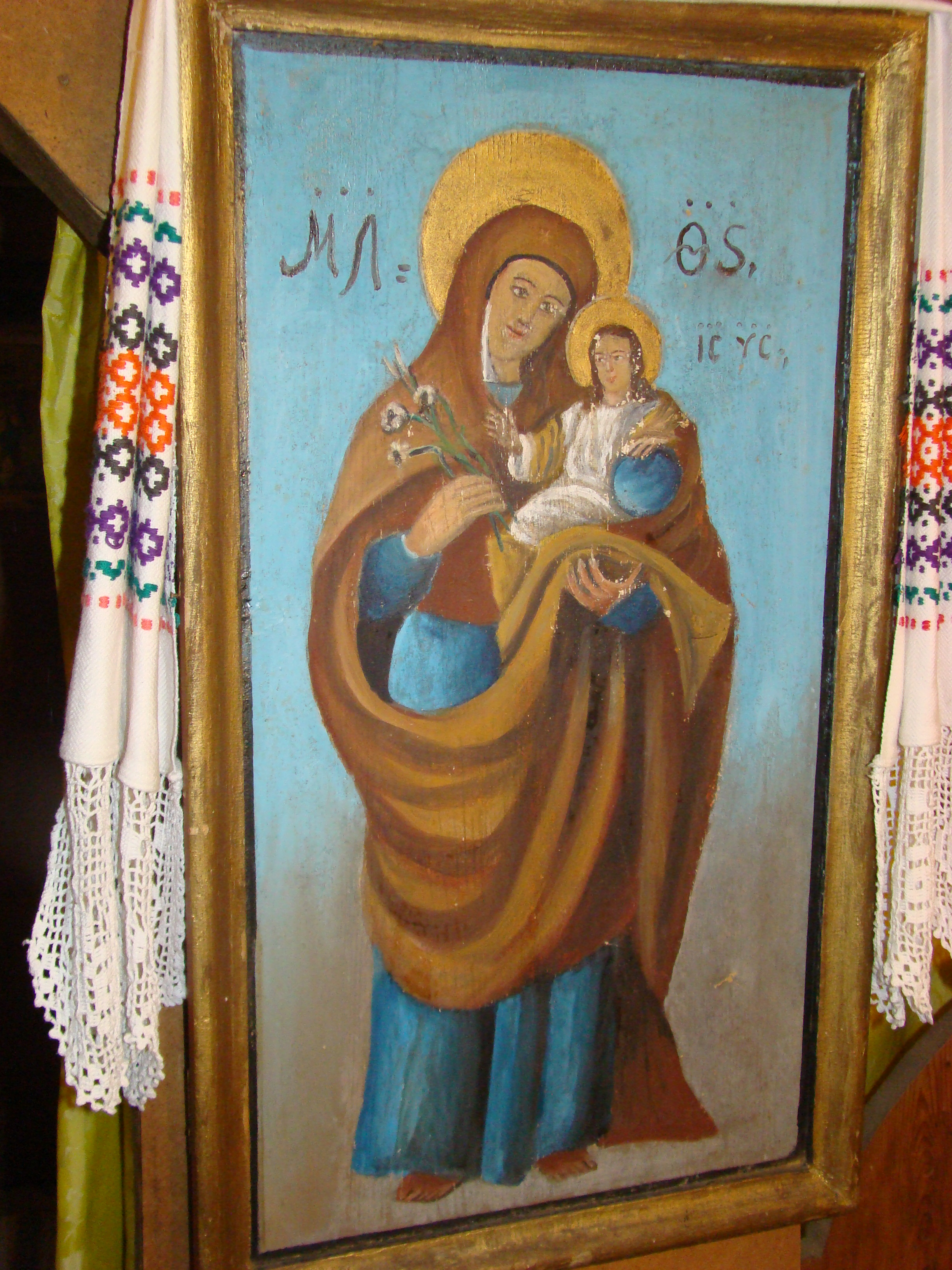
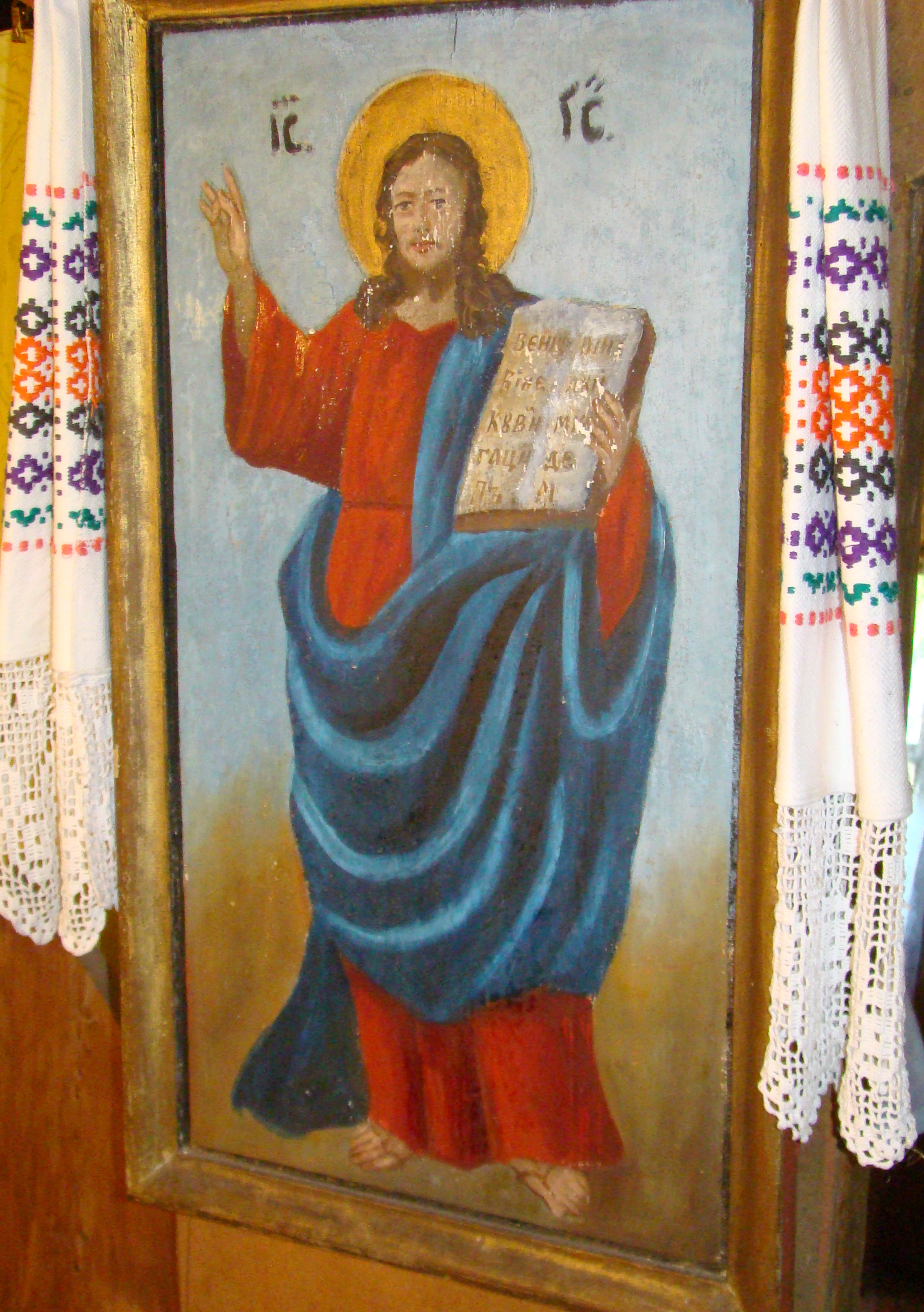